# Memento Park
 (juillet 2025).
Le Memento Park ou Parc des statues (Szobor park) de Budapest, en Europe centrale, regroupe toutes les anciennes statues érigées à la gloire du communisme dans la capitale hongroise : il est considéré comme un musée en plein air de l'art totalitaire mais attire aussi les « ostalgiques » du bloc de l'Est.

« Un dernier coup d’œil derrière le rideau de fer [...] Des centaines de tonnes de communisme »

— Guide officiel du bureau de tourisme de Budapest, 2011

## Création
Après la chute des régimes communistes en Europe et la fin du régime communiste, le conseil municipal de Budapest décida en 1991 de réunir en un seul lieu les 41 monuments de cette période, auparavant érigés dans divers points prestigieux de la cité. L'architecte Ákos Eleöd remporta le concours organisé pour la conception de ce parc, inauguré en 1993.

## Organisation du lieu

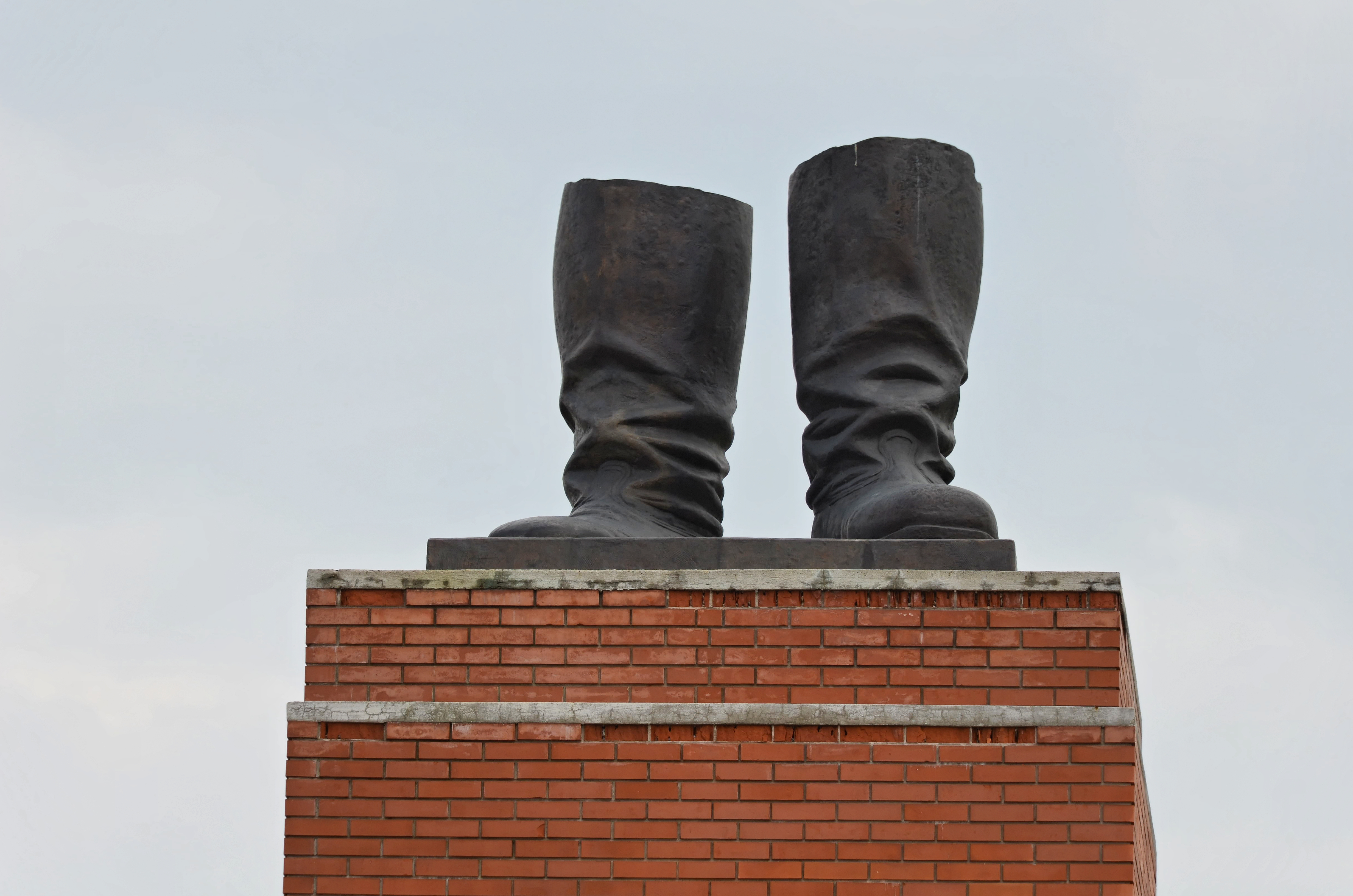
Les bottes de Staline. Le 23 octobre 1956, la statue de Staline fut renversée et la foule en liesse plaça le drapeau hongrois dans les bottes de Staline qui étaient tout ce qui restait de la statue.

Derrière un mur de briques rouges, les statues de Karl Marx, Friedrich Engels, de Lénine et de héros hongrois du communisme, se dressent côte à côte, conduites par Béla Kun qui dirigea l'éphémère république des conseils de Hongrie en 1919.
Une boutique de souvenirs vend divers objets rappelant l'époque communiste et des souvenirs soviétiques : médailles, casquettes, reproduction de Trabant et CD de marches révolutionnaires.
En face de l'accès principal se trouve un socle portant les bottes de Staline ainsi qu'un baraquement abritant une exposition photographique de la révolution hongroise de 1956 et du changement de régime politique en 1989-90. Dans la salle de cinéma est projeté le film intitulé La vie de l'agent parlant du fonctionnement de l'ÁVH, la police politique secrète du régime, du réseau de délateurs et des méthodes pour les recruter, de la technologie des écoutes téléphoniques et autres, de la censure du courrier, des perquisitions, de la surveillance des touristes étrangers et des dissidents...

## Galerie

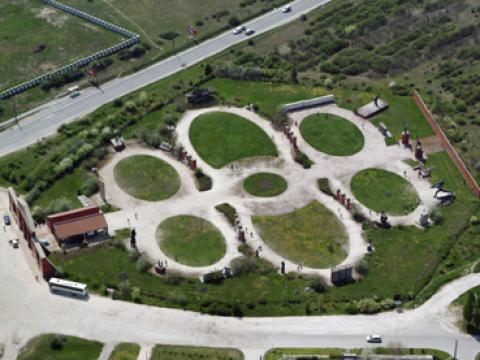
Vue aérienne du parc.
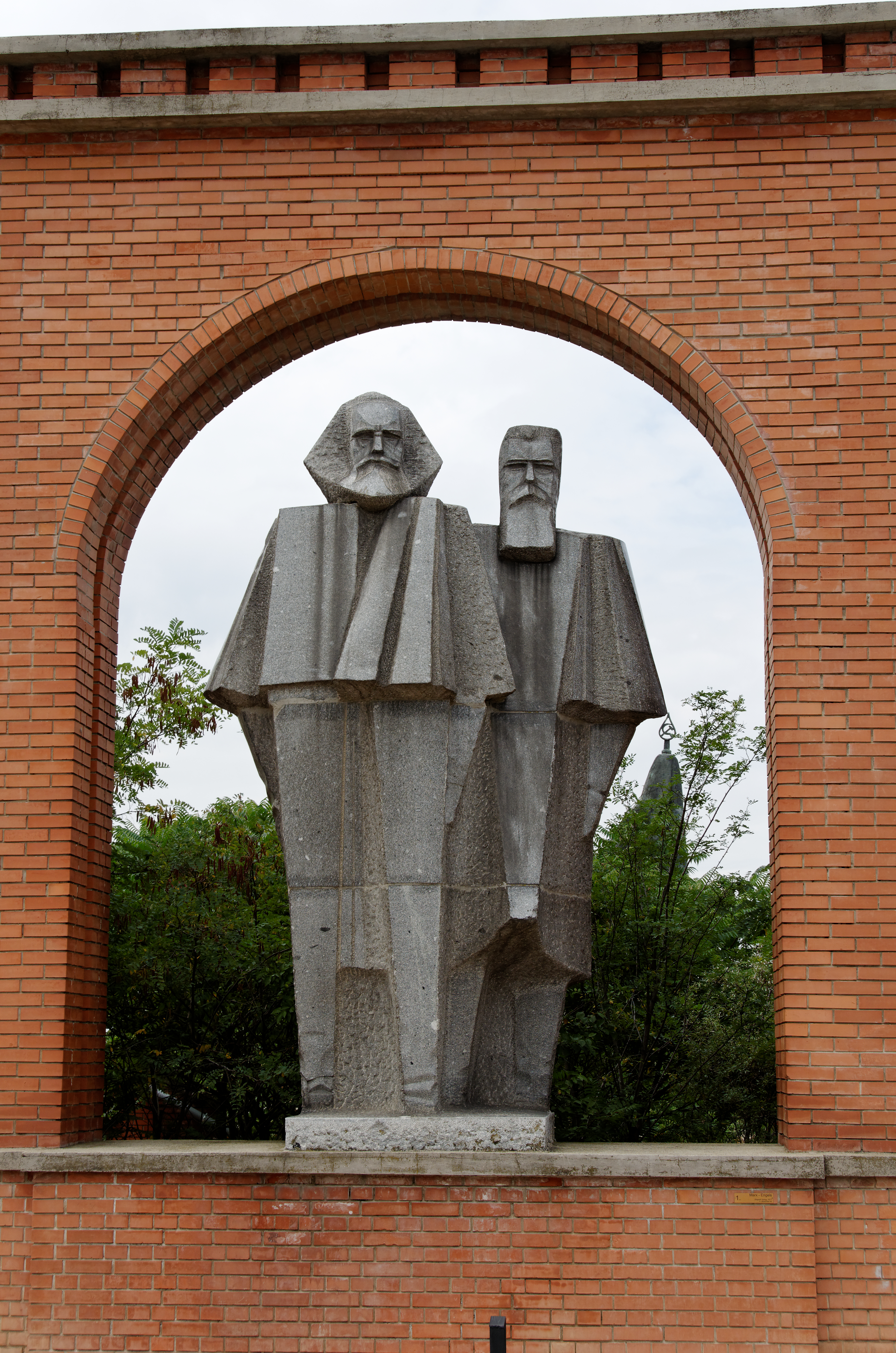
Statue de Karl Marx et de Friedrich Engels installées dans le mur de l'entrée.
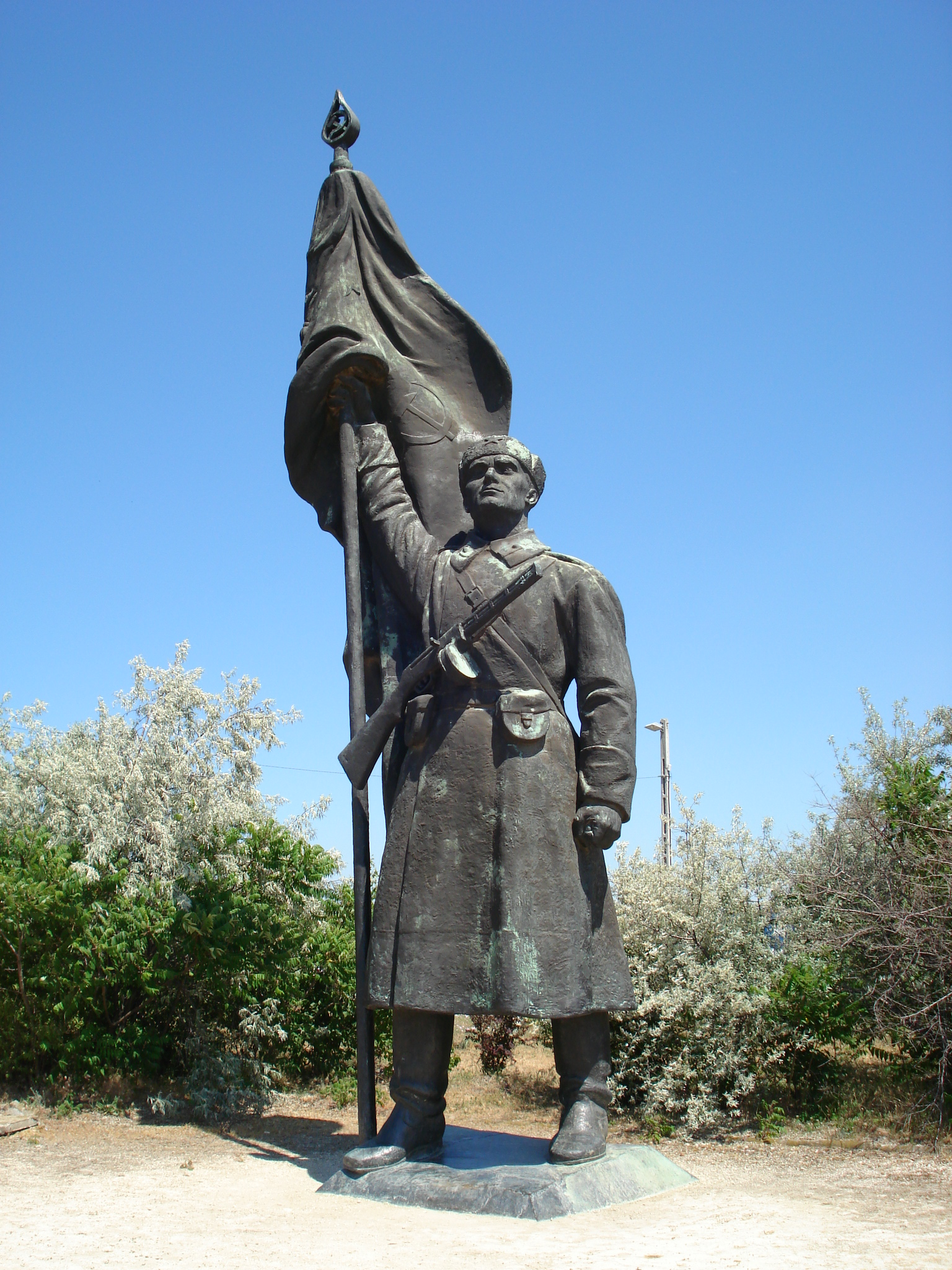
Statue d'un soldat de l'armée rouge qui était disposée en dessous de la statue de la Liberté (Szabadság szobor) au sommet du mont Gellert (Gellért-hegy).
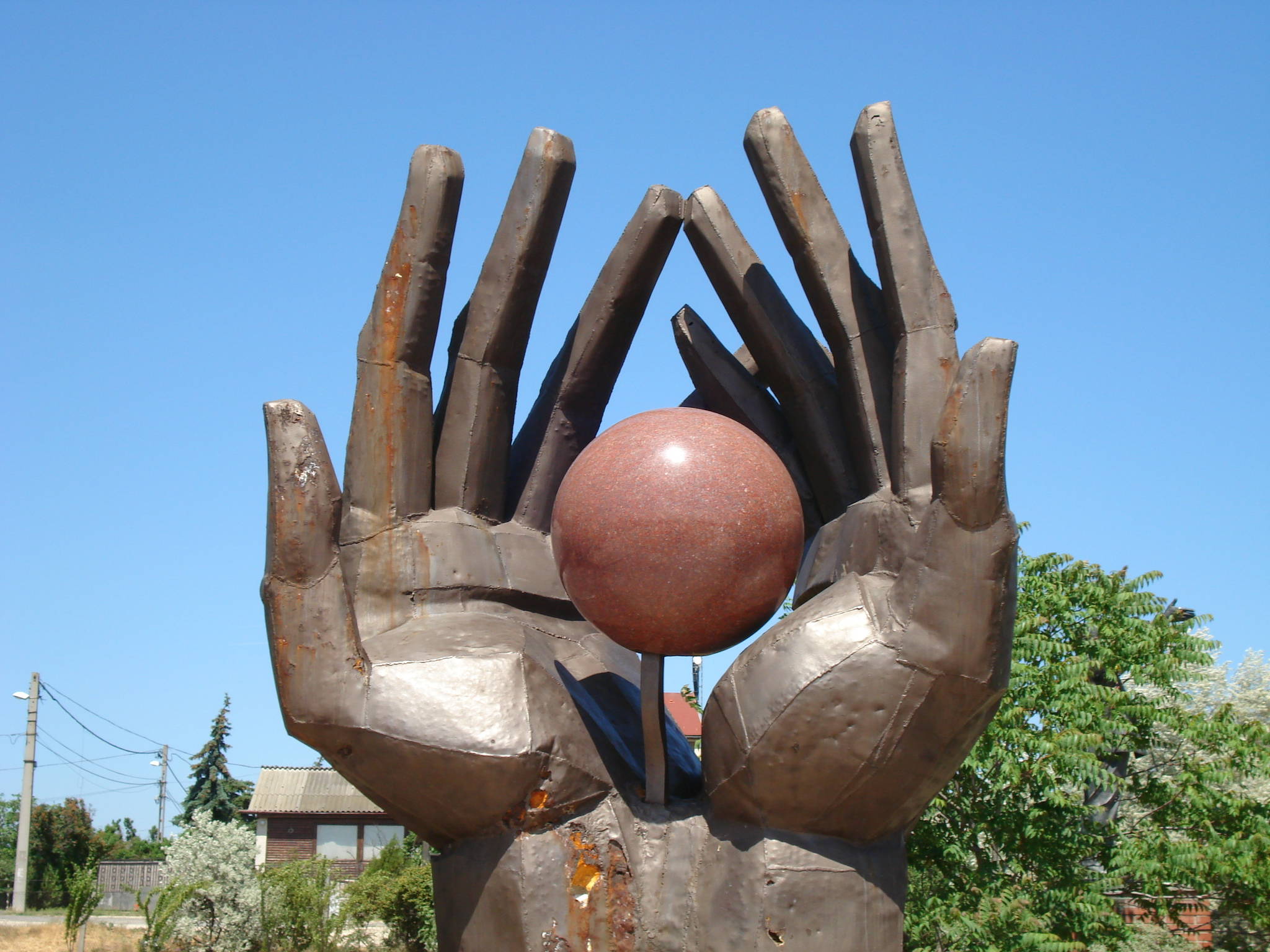
Mémorial du mouvement des travailleurs.
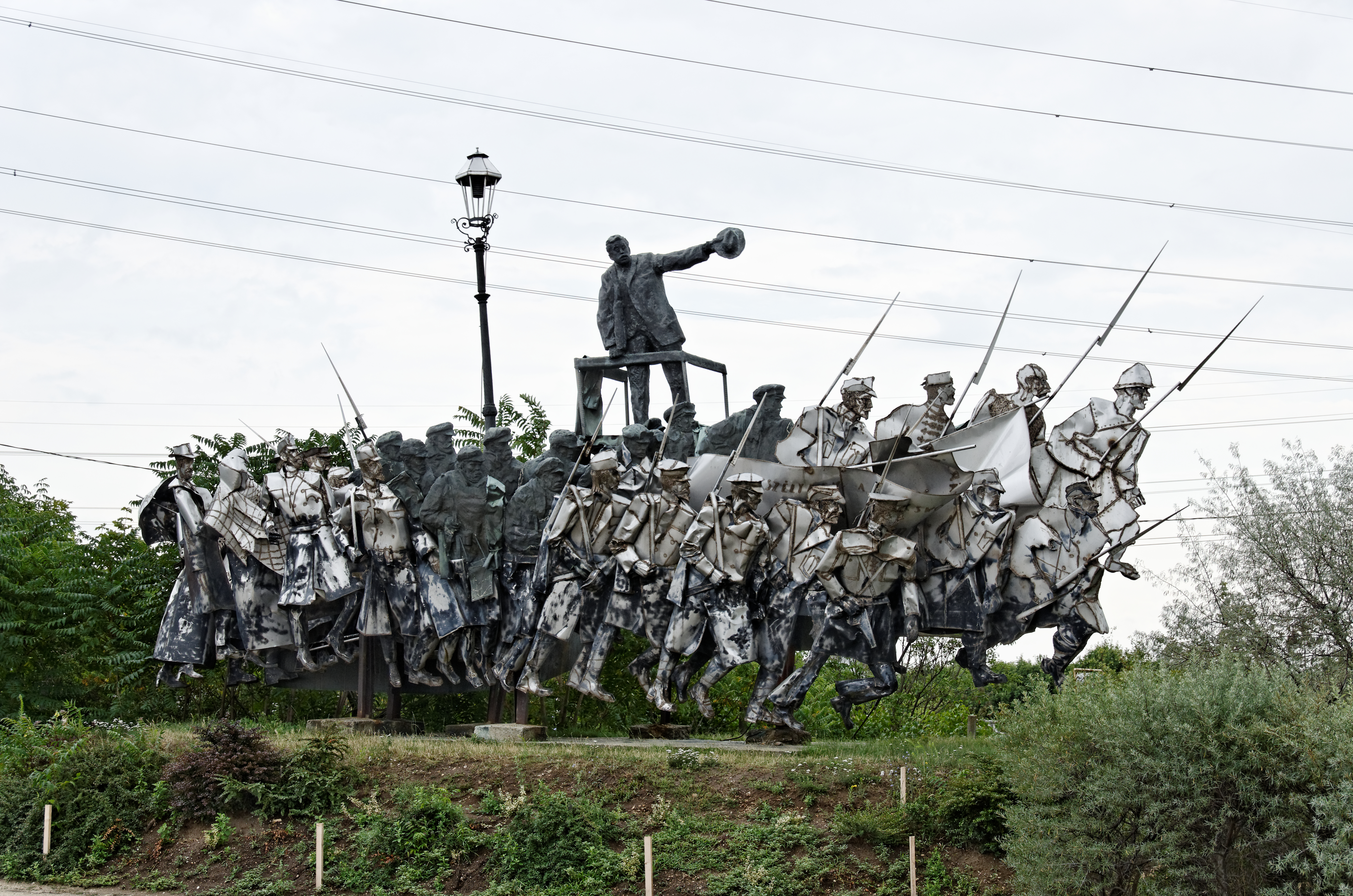
Mémorial de Béla Kun.
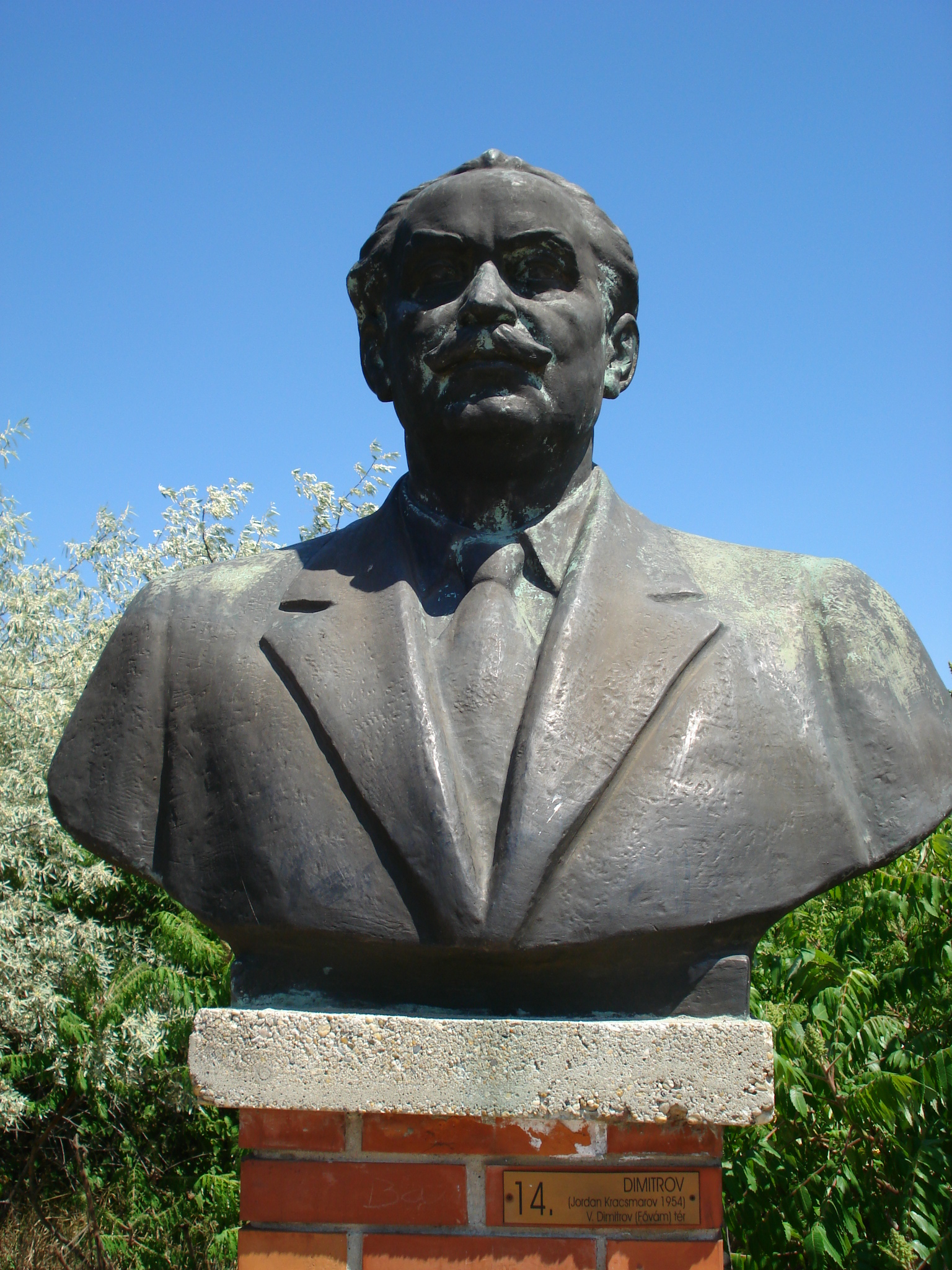
Statue de Georgi Dimitrov.
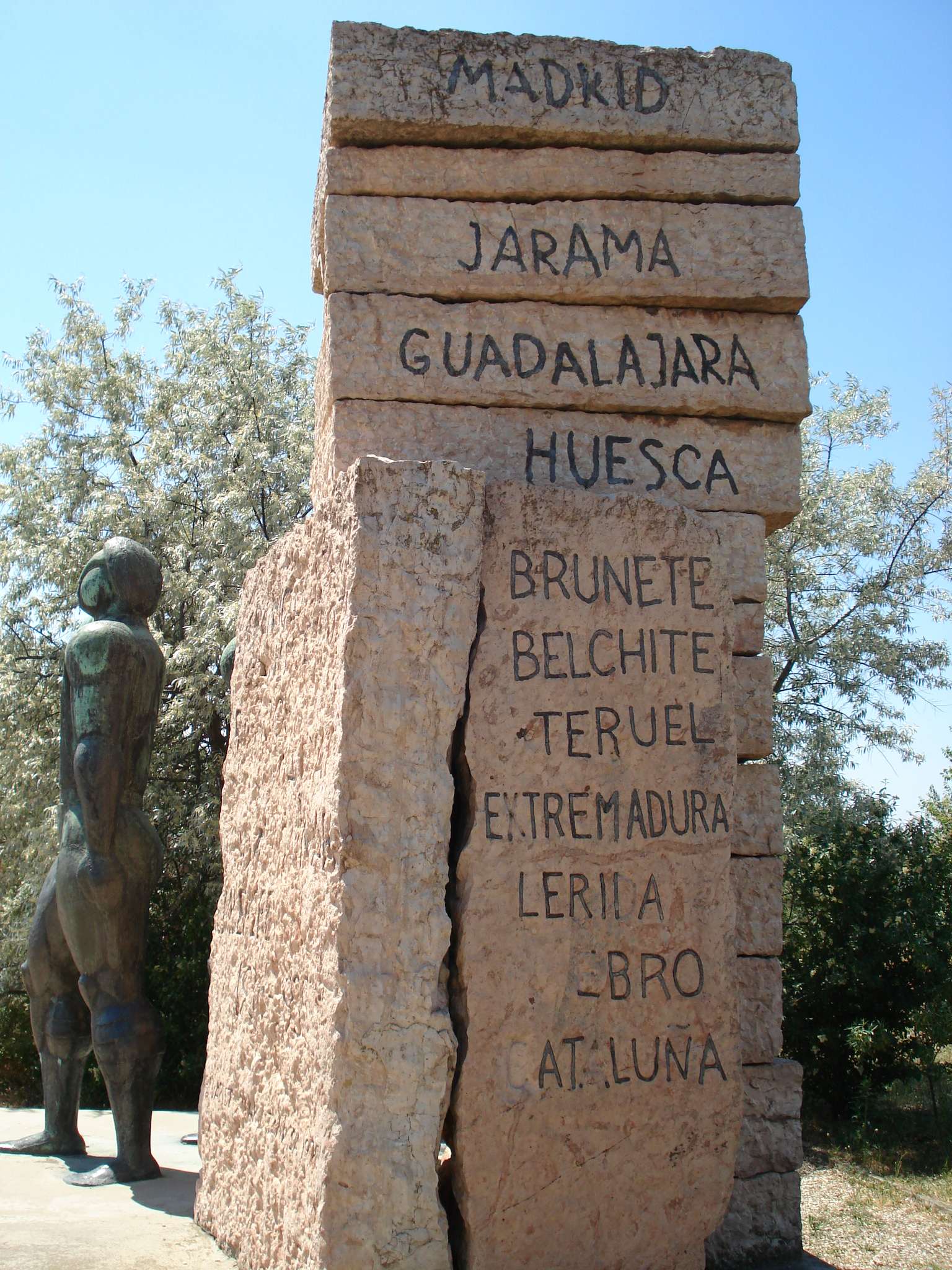
Monument aux combattants hongrois.
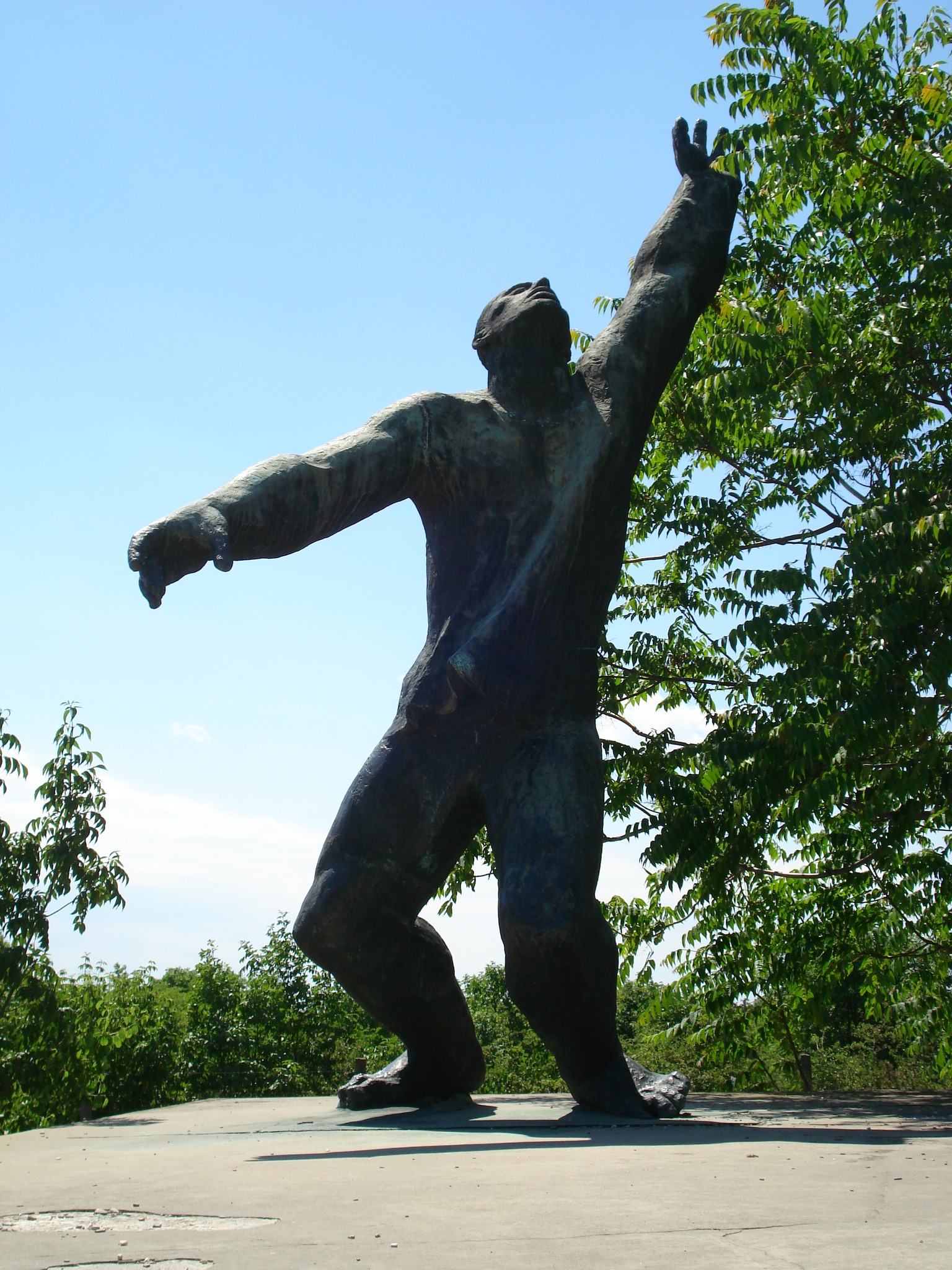
Mémorial aux martyrs (Viktor Kalló).
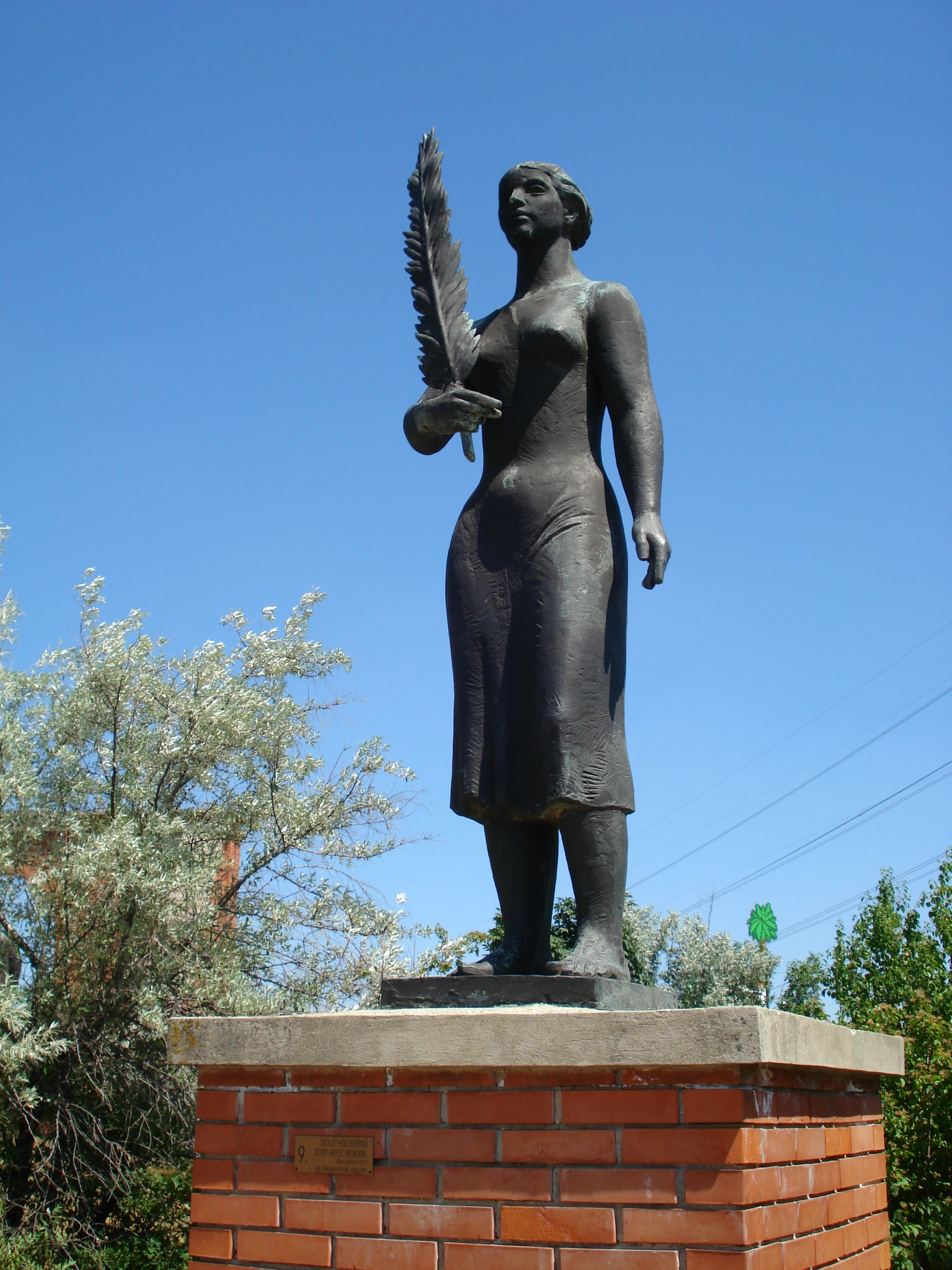
Mémorial des héros soviétiques.